# Cachoeira das Lajes
Cachoeira das Lajes ou simplesmente Lajes é uma cachoeira brasileira situada na zona rural do município de Palmácia, no estado do Ceará, ela tem uma piscina natural,rodeada por mata atlântica.Faz parte do Circuito de Cachoeiras de Palmácia.É uma das principais quedas d'água da serra e uma das mais bonitas da Serra de Baturité.
CACHOEIRA DAS LAJES também existe na Zona Rural de Taquaraçu de Minas, com água em abundância , muito verde e exuberantes paisagens,está na lista de um dos lugares que as pessoas devem conhecer...